# Никонова, Виктория Павловна
Виктория Павловна Никонова (27 сентября 1968, Москва — 5 декабря 2008, там же) — российская художница, сценограф.

## Биография
С самого детства проявила незаурядные способности. Некоторые работы Павла Никонова (в том числе знаменитый «Пожар») были написаны под впечатлением от её детских работ. В 1986 г. окончила Московскую среднюю художественную школу при Московском государственном художественном институте им. В. И. Сурикова, в 1992 г. — театрально-декоративное отделение этого института (мастерская Михаила Курилко-Рюмина). С 1988 г. активно участвовала в молодёжных, московских, республиканских и всесоюзных выставках.
С 1991 г. член Московского Союза художников. В 1992—1995 гг. стипендиат Российской Академии Художеств (РАХ).
Испытав на себе влияние творчества отца, сумела преодолеть его и найти свой путь в живописи. Её искания близки художникам Новой вещественности, представителям ВХУТЕМАСа, живописным традициям абстрактного экспрессионизма, художникам круга Андрея Васнецова.

Виктория Никонова. Мольберт. 1997

Мир, в котором преобладает свет, город — желтый, коричневый, белый; зеркала, их отблески — такова живописная тема Виктории Никоновой. Её живопись проистекает из желания проникнуть в суть пластической формы, понять и передать механизм взаимодействия масс — материальных и световых, из столкновения которых рождается силовое напряжение.

Виктория была очень требовательным к себе художником: она часто переписывала и уничтожала свои картины. Некоторые её работы, оставшиеся после её персональной выставки в галерее «Манеж» погибли в пожаре 2004 года.
Виктория Никонова — автор сценографии двух спектаклей в Московском драматическом театре им. Н. В. Гоголя.
Виктория Никонова трагически погибла в декабре 2008 года.

## Персональные выставки
- 2003 — Персональная выставка. Галерея «Манеж», ЦВЗ «Манеж», Москва.
- 2006 — Персональная выставка в МСХ (Старосадский пер.). Москва.
- 2009 — Посмертная персональная выставка. Новый Манеж, Москва.
- 2020 — «Никоновы. Три художника». Государственная Третьяковская галерея, Москва[4].
- 2021 — «Вещество существования. Виктория и Павел Никоновы. Живопись». Муниципальный выставочный зал, Воронеж[5].
- 2022 — «Виктория Никонова. Живопись, графика». Рязанский государственный областной художественный музей им. И.П. Пожалостина, Рязань[6].
- 2023 — «Окно. Живопись». Галерея Назарова, Липецк.

## Групповые выставки
- 1994 — «Новые имена», Кузнецкий мост, Москва.
- 1995 — «Выставка дипломных мастерских РАХ», Москва.
- 1996 — Групповая выставка в ЦДХ, Москва.
- 1997 — «Мир чувственных вещей» ГМИИ им. А. С. Пушкина, Москва.
- 1998 — «Живопись». ЦДХ, Москва.
- 1998 — «Русский сезон в Париже». Сите, Париж; ЦДХ, Москва.
- 1999 — «Ученики М. М. Курилко». РАХ, Москва.
- 2001 — «25-я юбилейная выставка молодых художников», Москва.
- 2002 — «Мир живописи». ЦДХ, Москва.
- 2007 — «Мир живописи» (МСХ). ЦДХ, Москва.
- 2007 — «Экзарт». Новый Манеж, Москва.

## Сценография
- 2004 — «Чужой ребёнок». Московский драматический театр им. Н. В. Гоголя.

## Награды
- 1995 — Диплом РАХ.
- 2004 — Серебряная медаль РАХ.

## Цитаты
- «Никонова нашла, создала свою, ей присущую и ни на кого не похожую живописную фактуру, свою плоть краски, мазка. Все пространство ее холстов, удивительно красивых по колориту, — то насыщенно багровому как раскаленная топка; то перламутрово прозрачному как туман, то сияюще-золотистому, — вибрирует, живет, светится изнутри, воздействует, прежде всего, именно силой, стихией живописного языка, органически присущего живописи как виду искусств, подобно тому, как язык звуков присущ искусству музыки»[7] — Мария Чегодаева, 2009.
- «Когда-то станковая картина возникла как «окно в мир». За многие века каким только метаморфозам не подвергалась эта пространственная метафора, заложенная в понятие «картина», вплоть до полного забвения ее емкой содержательности. И вот Вика в своих «картинах-окнах» вернулась к исходной модели станковой живописи. Она безраздельно покорилась своему одинокому диалогу с миром через окно, которое одновременно и открывает этот мир и изолирует от него. Любовно и трепетно она наращивает живописную плоскость переднего плана, за которой едва прочитывается «заоконный» город, влекущий и таинственный в своей почти абстрактной недосказанности. Если в более ранних «Окнах» она пыталась «проявить» образ города в силовой архитектонике композиций, организующих светлое пространство полотна, то в последних сумрачная живопись, как настой старого вина, поглощает конструктивное начало. Эти «Окна» скорее знаменуют трагическую зону отчуждения, в которой томилась эта нежная, ранимая душа. Но они несут в себе не только память о сокровенной тайне ее личности, но и о силе творческой воли к реализации своего послания чисто живописными средствами. Так и хочется сказать: последний живописец…»[2] — Елена Мурина, 2012.
- «...живопись Виктории Никоновой, пульсирующая между почти ротковской абстракцией и фигуративностью, возвращает к моменту другого перелома, когда на рубеже 20—21 веков живопись стала неактуальной. Но для нее живопись была языком, родным с детства, неотделимым от ее собственного существования, живописное письмо — способом осмысления себя и мира. Отказ от живописи был равносилен отказу от себя.»[8] — Жанна Васильева, 2020.
- «Дочь Павла Федоровича, Виктория Никонова, очень рано, в 40 лет, ушедшая из жизни, — художник следующей генерации, и это заметно по ее работам. Она явно далека от прежних идейных битв и споров до хрипоты, однако произведения ее отнюдь не бесконфликтны. Подспудная экзистенциальная драма лишает безмятежности и сумеречные интерьеры, и виды городских крыш, и тем более автопортреты — почти бесплотные, призрачные. Тонкая, многослойная живопись вместо вроде бы обещанной гармонии рождает напряженный саспенс. Художник Юрий Злотников (1930–2016) как-то назвал холсты Никоновой искусством исповеди и самоанализа.»[9] — Дмитрий Смолев, 2020.

## Семья
- Дед Никонов, Фёдор Павлович (1894—1975) — советский военный деятель.
- Отец Никонов, Павел Фёдорович (1930) — художник, живописец, график.
- Дядя Никонов, Михаил Фёдорович (1928—2010) — советский и российский живописец и график.
- Дочь Попова, Виктория Павловна (1989) — художник, график, иллюстратор[10].